# Kurultai
Kurultai eller Khuriltai eller Khuruldai var ett politiskt eller militärt mongoliskt stamråd där de viktigaste besluten fattades.